# Offener Dialog
Offener Dialog (englisch «Open  Dialogue», OD)  ist ein alternativer Behandlungsansatz in akuten psychotischen und psychosozialen Krisen. Dieser Ansatz umfasst sowohl eine dialogische Praxis als auch eine Form der gemeindebasierten integrierten Versorgung. Es handelt sich bei „Open Dialogue“ also nicht nur um eine Konzeption der psychiatrischen Versorgung, sondern auch um eine therapeutische Haltung und Philosophie. Am besten wurde der Ansatz im Bezug auf die Behandlung von Psychosen erforscht und erzielte darin gute Ergebnisse. Die Therapeuten gehen bei diesem Ansatz davon aus, dass eine Psychose durch emotionalen bzw. psychischen Stress in besonderen Belastungssituationen hervorgerufen wird und unmittelbarer Beistand während oder kurz nach einer solchen Krise das Auftreten von psychotischen Symptomen verhindert bzw. stark abschwächt. Auf stationäre Behandlung soll weitestgehend verzichtet werden und neuroleptische Medikamente (Antipsychotika) sollen nur nach gemeinsamer Abwägung aller, ausnahmsweise, kurzfristig und in kleinen Dosen eingesetzt werden. Das besondere des Offenen Dialogs ist, dass nicht nur eine Person behandelt wird, sondern das gesamte (private und professionelle) soziale Netzwerk in die Gespräche mit einbezogen wird. Die Krisenbegleitung findet meist in den privaten Wohnungen der Betroffenen statt (Hometreatment).

## Geschichte

### Entwicklung in Westlappland
1968 entwickelte Yrjö Olavi Alanen an der Universitätsklinik Turku in Finnland eine intensive milieutherapeutische Behandlung. Das Team integrierte in den späten 1970er Jahren die Systemische Familientherapie in seine Behandlungen mit der individuellen psychodynamischen Psychotherapie und nannte sie Bedürfnisangepasste Therapie. Diese wurde als Modell im Finnish National Schizophrenia Project zur Verbesserung der Behandlung von schwer psychisch Erkrankten in den 1980er Jahren erprobt und ergebnisorientiert angepasst. Es wurde eine schnelle und frühe Intervention zur Prämisse erklärt und eine flexible Behandlungsplanung eingesetzt, die verschiedene therapeutische Techniken integriert. So sollte den spezifischen Bedürfnissen aller Patienten Rechnung getragen werden. Jeder Mitarbeiter sollte dabei eine therapeutische Haltung haben und Behandlung als einen kontinuierlichen Prozess verstehen, der durch Rückkopplungen mit einer beständigen Kontrolle des Behandlungsverlaufs und der Outcomes flexibel angepasst wird. Eine Weiterentwicklung dieses Ansatzes erfolgte von 1992 bis 1993 im Rahmen des „Finnish National Multicenter Integrated Treatment of Acute Psychosis Project“ durch Jaakko Seikkula und Kollegen. Besonders zu erwähnen ist hier Seikkulas Kollegin Birgitta Alakare. Sie nannten die neue Arbeitsweise Offener Dialog. Dabei handelt es sich um ein Konzept psychosozialer Hilfe in Lebenskrisen, das sich aus gemeindebasierter integrierter Versorgung und dialogischer Praxis zusammensetzt und bis heute in Westlappland die psychiatrische Regelversorgung darstellt. Der Offene Dialog wurde in mehreren Schritten umgesetzt: 1984 wurden anstelle der systemischen Familientherapie offene Treffen für Familienbehandlung eingeführt. 1987 wurde in der Klinik eine Krisenabteilung gegründet, um fallspezifische Teams zusammenzustellen. Ab 1990 organisierten alle psychiatrischen Ambulanzen mobile Kriseninterventionsteams.

### Offener Dialog weltweit
Durch die beständige Veröffentlichung von Forschungsberichten aus Westlappland und den Aufbau eines internationalen Trainer-Netzwerks für Offenen Dialog verbreitete sich der Ansatz seit Anfang der 2000er Jahre in der ganzen Welt. So wurden zum Beispiel in Italien 80 Mitarbeiter des psychiatrischen Versorgungssystems an acht Standorten in Offenem Dialog weitergebildet und alle neu aufgenommenen Patienten nach diesem Ansatz behandelt. In New York wurde der erste Versuch unternommen, den Ansatz des Offenen Dialogs in eine Großstadt zu übertragen. Dieses Projekt wurde nach dem Ende der Förderung als Modellprojekt aus finanziellen Gründen aufgegeben, galt jedoch als Vorbild für die Umsetzung des Offenen Dialogs in Großbritannien. Dort wurden mit Unterstützung des National Health Service seit 2014 an acht Standorten Programme für Peer-Supported Open Dialogue etabliert. Weitere Projekte gibt es in Irland, Australien, Polen, den Niederlanden und auch in Deutschland. Eine Umsetzung wie in Finnland, wo das gesamte psychiatrische System einer Region mit Offenem Dialog arbeitet, scheint an keinem anderen Ort anvisiert.

### Offener Dialog in Deutschland
Auch in Deutschland gibt es eine Vielzahl von Ansätzen, Offenen Dialog und systemische Ansätze in stationäre und ambulante psychiatrische Arbeit einfließen zu lassen. So gibt es unter anderem psychiatrische Stationen, Träger ambulanter Hilfen, unabhängige Vereine und Tageskliniken, die Netzwerkgespräche gemäß dem Offenen Dialog zur Krisenintervention und als Methode sozialer Arbeit verwenden. Projekte, die mit Offenem Dialog arbeiten gibt es in Leipzig, Berlin, Hamburg, Lüneburg, Koblenz, München und anderen Städten und Gemeinden. Dabei handelt es sich jedoch um vereinzelte Initiativen, die in ihrer Größe nicht mit den Programmen aus Großbritannien, New York oder Finnland vergleichbar sind.

## Vorgehensweise und Prinzipien des Offenen Dialogs
Beim Offenen Dialog übernehmen Mobile Teams in Akutsituationen rasch die Behandlung und begleiten den Patienten bis zur Gesundung. Das Treffen findet möglichst beim Patienten zuhause statt, mit seinen Familienmitgliedern und seinem sozialen Netzwerk. Der Schwerpunkt der offenen Dialogsitzungen liegt darin, den erwachsenen Teil des Patienten zu stärken und die Situation zu beruhigen, anstatt regressives Verhalten zu begünstigen. Beim Offenen Dialog werden die Probleme als sozial bedingt angesehen.
Bei Beginn der offenen Behandlungstreffen werden die Familienmitglieder und anderen Teilnehmer vom Team nach den Angelegenheiten gefragt, die ihnen am wichtigsten sind. Der Ausgangspunkt für die Behandlungssitzung ist die Art und Weise, die Sprache, in der die Familie das Problem des Patienten beschreibt. Die ‚richtige‘ Diagnose entsteht erst in den gemeinsamen Sitzungen. Dieser von allen Beteiligten vorangetriebene dialogische Verstehensvorgang hin zu einem tiefen und konkreten Verständnis des Falles kann ein therapeutischer Prozess sein. Die Interventionen des Teams werden daran angepasst, wie die Familie die aktuelle Krise einschätzt und erlebt. Psychopharmaka werden möglichst gar nicht oder niedrig dosiert eingesetzt. In der dialogischen Praxis ist der Offene Dialog maximaler Transparenz verpflichtet. Das heißt auch, dass Gespräche der beteiligten Professionellen über die Patienten nur in Anwesenheit der Patienten stattfinden. So finden möglichst wenige Vorabsprachen statt und Behandlungspläne werden nur in Anwesenheit aller erstellt. Es sollen keine voreiligen Schlüsse gezogen und Entscheidungen gefällt werden.
Folgende grundlegenden Prinzipien für den Offenen Dialog, wie er in Finnland praktiziert wird, haben Seikkula und Kollegen formuliert:
1.) Ein erstes Treffen erfolgt möglichst innerhalb der ersten 24 Stunden nach Kontaktaufnahme.
2.) Das soziale Netzwerk wird in den Fokus genommen und alle Teile dieses Netzwerkes werden auch zu gemeinsamen Gesprächen eingeladen.
3.) Die angebotene Hilfe ist flexibel gestaltbar und mobil.
4.) Wer als erstes kontaktiert wird, ist für die sofortige Organisation eines Netzwerkgesprächs verantwortlich.
5.) Es herrscht therapeutische Kontinuität. Das heißt, die Teammitglieder bleiben im kompletten Behandlungsprozess verantwortlich und es gibt keine personellen Wechsel.
6.) Unsicherheit muss toleriert werden können.
7.) Es wird ein dialogischer Ansatz gewählt.

### Dialogik und Psychoseverständnis
Seikkula beruft sich in seinem Verständnis der Dialogizität auf Michail Bachtin und sieht den Dialog oder Dialogismus als eine Lebensweise, die wir direkt nach der Geburt lernen:

„Zuerst lernen wir zu atmen – einatmen und ausatmen – und unmittelbar danach lernen wir aktiver Teilnehmer in dialogischen Beziehungen zu werden, in denen wir auf die Äusserungen der Menschen um uns herum antworten und bei ihnen aktiv Antworten zu unseren Äusserungen anstossen.“

Dialog wird als Weg aus der Psychose aufgefasst, daher ist es wichtig, an dieser Stelle das Psychoseverständnis, das dem Offenen Dialog zugrunde liegt, genauer zu betrachten: Psychosen werden als grundsätzlich „verstehbare Reaktion auf unerträgliche und ungelöste Lebensprobleme“ aufgefasst. Unverständlichkeit während psychotischem Erleben wird nicht als Symptom einer Pathologie verstanden, sondern als „bedeutsamer Ausdruck eines erschwerten Zugangs zu Selbstgewissheit und Selbstverständnis“ und „Angst vor dem Aussprechen und den damit befürchteten Reaktionen“. Seikkula hat dafür folgende Beschreibung gefunden: „In terms of psychotic speech, people are speaking about things that do not yet have any other words than those of hallucinations or delusions. Once this reality can be shared, then new resources become available.“ Aus diesem Psychoseverständnis heraus wird deutlich, dass es das Ziel des Offenen Dialogs sein muss, das Gespräch über die eigenen Erfahrungen zu ermöglichen, auch wenn die Äußerungen zunächst unverständlich erscheinen. Der Sprache und dem Sprechen selbst wird eine besondere Bedeutung zugeschrieben: „Die Sprache ist vielmehr eine Umwelt, in der wir uns [...] verorten (Shotter, 1999) - wir benutzen die Sprache nicht nur, wir leben auch in ihr.“ In Anlehnung an Bachtin (1984 zit. nach Seikkula, 2011) wird die Polyphonie, also die Vielstimmigkeit, ins Zentrum gerückt. Jede Person trägt mehrere Stimmen in sich. Ebenfalls im Sinne Bakhtins sieht Seikkula die „Psyche als ein durch und durch soziales Phänomen“. Um eine psychische Krise zu überwinden, ist es also nötig, die vielen verschiedenen Stimmen im sozialen Netzwerk und in den einzelnen Personen in einen Dialog miteinander zu bringen. Der finnische Ansatz ist dadurch gekennzeichnet, dass diese philosophischen Sprachtheorien in die Familientherapie integriert wurden. In jedem therapeutischen Prozess wird also von der Sprache ausgegangen, die die Familie oder das Netzwerk verwendet, um ein Problem zu beschreiben, denn Probleme werden als sozial konstruiert verstanden. Somit können sie auch in jeder Konversation neu formuliert werden. Der Dialog wird jedoch erst zu einem solchen, wenn diese Neuformulierung gemeinsam erfolgt und die verschiedenen Teile des Netzwerks aufeinander Bezug nehmen und sich antworten. An dieser Stelle vereinen sich Ideen des Konstruktivismus mit Konzepten der Dialogik. Ziel des Dialogs ist es, durch den Austausch zu einem neuen, sozial geteilten Verständnis der Situation und somit auch zu neuen Möglichkeiten der Überwindung der aktuellen Krise zu gelangen.

## Wirksamkeit
In der Nachuntersuchung nach fünf Jahren (Seikkula et al. 2006) wurde die Effektivität des Offenen Dialogs bei erstmaligen Psychosepatienten evaluiert: Nur 29 Prozent der OD-Patienten hatten einen oder mehrere Rückfälle, 82 Prozent hatten keine psychotischen Symptome mehr und der Beschäftigungsstatus (Studium, Arbeit, aktive Jobsuche) lag bei 86 Prozent. Es zeigte sich, dass die Anzahl der als psychotisch diagnostizierten Patienten ebenso wie die Inzidenz für Schizophrenie gesunken sind. Die beobachteten Episoden psychotischen Erlebens wurden kürzer, was sich auch in der Anzahl der Krankenhaustage widerspiegelt: Diese reduzierte sich von durchschnittlich 26 auf 14 Tage, am Ende der Behandlung verblieben weniger Symptome und die Mehrzahl der behandelten Patienten blieben in Ausbildung oder Beruf oder kehrten dorthin zurück. Die durchschnittliche Dauer einer unbehandelten Psychose fiel in der Arbeit mit Offenem Dialog von vier Monaten Anfang der 1990er Jahre auf einen halben Monat im Jahr 2005. Dies ist möglicherweise darauf zurückzuführen, dass der Kontakt zu einer psychiatrischen Klinik oder einem ambulanten Angebot schneller aufgenommen wird, da die Bewohner der Region zunehmend mit dem System vertraut waren und auf seine Wirksamkeit setzten. So sank z. B. auch das Alter der Patienten von durchschnittlich 26,6 Jahren zu Beginn des Programms auf durchschnittlich 20,2 Jahre in der dritten untersuchten Kohorte.